# اتزیو گامبا
اتزیو گامبا (ایتالیایی: Ezio Gamba؛ زادهٔ ۲ دسامبر ۱۹۵۸) جودوکار اهل ایتالیا بود.
وی همچنین برندهٔ جوایزی همچون نشان دوستی شده‌است.